# Turn-Europameisterschaften 2004 (Männer)
Die 26. Turn-Europameisterschaften der Männer fanden vom 15. April bis 18. April 2004 in Ljubljana statt.

## Medaillen

### Medaillenspiegel
| Rang  | Land         | Gold | Silber | Bronze | Gesamt |
| ----- | ------------ | ---- | ------ | ------ | ------ |
| 1     | Rumänien     | 4    | 0      | 0      | 4      |
| 2     | Griechenland | 2    | 0      | 0      | 2      |
| 3     | Ukraine      | 1    | 1      | 0      | 2      |
| 4     | Russland     | 1    | 0      | 0      | 1      |
| 4     | Slowenien    | 1    | 0      | 0      | 1      |
| 6     | Italien      | 0    | 1      | 1      | 2      |
| 7     | Lettland     | 0    | 1      | 0      | 1      |
| 7     | Bulgarien    | 0    | 1      | 0      | 1      |
| 7     | Belarus      | 0    | 1      | 0      | 1      |
| 10    | Frankreich   | 0    | 0      | 2      | 2      |
| 11    | Ungarn       | 0    | 0      | 1      | 1      |
| 11    | Spanien      | 0    | 0      | 1      | 1      |
| 11    | Schweiz      | 0    | 0      | 1      | 1      |
| 11    | Polen        | 0    | 0      | 1      | 1      |
| Total | Total        | 9    | 5      | 7      | 21     |

### Medaillengewinner
| Event           | Gold                                                                                | Silber                                                                                        | Bronze                                                                                     |
| --------------- | ----------------------------------------------------------------------------------- | --------------------------------------------------------------------------------------------- | ------------------------------------------------------------------------------------------ |
| Männer          |                                                                                     |                                                                                               |                                                                                            |
| Teamwettkampf   | Rumänien Marius Urzică Marian Drăgulescu Ioan Silviu Suciu Dan Potra Răzvan Șelariu | Belarus Iwan Iwankou Aljaksej Sinkewitsch Alexander Kruzhylov Denis Savenkov Dimitri Savitski | Frankreich Dimitri Karbanenko Florent Marée Yann Cucherat Benoît Caranobe Pierre-Yves Bény |
| Einzelmehrkampf | Marian Drăgulescu                                                                   | Rafael Martínez                                                                               | Denis Sawenkow                                                                             |
| Bodenturnen     | Marian Drăgulescu                                                                   | Jordan Jowtschew                                                                              | Rafael Martínez                                                                            |
| Seitpferd       | Ioan Silviu Suciu                                                                   | Alberto Busnari                                                                               | Krisztián Berki                                                                            |
| Ringe           | Dimosthenis Tampakos Alexander Safotschkin                                          |                                                                                               | Matteo Morandi                                                                             |
| Sprung          | Marian Drăgulescu                                                                   | Jevgēņijs Saproņenko                                                                          | Leszek Blanik                                                                              |
| Barren          | Roman Zozulia                                                                       | Valeri Goncharow                                                                              | Yann Cucherat                                                                              |
| Reck            | Vlasis Maras Aljaz Pegan                                                            |                                                                                               | Christoph Schärer                                                                          |